# Lambia (Gemeindebezirk)
Lambia (griechisch Λάμπεια (f. sg.)) ist ein Gemeindebezirk der Gemeinde Archea Olymbia in der Region Westgriechenland. Er ist im Zuge der Verwaltungsreform 2010 aus der gleichnamigen Gemeinde hervorgegangen.

## Lage
Mit 72,932 km² ist Lambia der flächenkleinste Gemeindebezirk der Gemeinde Archea Olymbia.
Er ist im Nordosten der Gemeinde gelegen. Nordöstlich grenzt die Gemeinde Kalavryta an, südöstlich bildet der Erymanthos die Grenze zur Gemeinde Gortynia der Region Peloponnes. Benachbarte Gemeindebezirke sind Lasiona im Nordwesten und Foloi im Süden.

## Verwaltungsgliederung
Mit der Gebietsreform 1997 wurden die drei Landgemeinden Lambia, Astras und Orini zur Gemeinde Lambia fusioniert mit dem Bergdorf Lambia als Verwaltungssitz. Seit der Verwaltungsreform 2010 bildete diese Gemeinde einen von vier Gemeindebezirken der Gemeinde Archea Olymbia. Der Gemeindebezirk Lambia ist folgendermaßen untergliedert
| Dimotiki Kinotita | griechischer Name           | Code     | Fläche (km²) | Einwohner 2001 | Einwohner 2011 | Einwohner 2021 | Dörfer und Siedlungen |
| ----------------- | --------------------------- | -------- | ------------ | -------------- | -------------- | -------------- | --------------------- |
| Lambia            | Δημοτική Κοινότητα Λαμπείας | 39040201 | 44,784       | 764            | 529            | 393            | Lambia, Amygdali      |
| Astras            | Δημοτική Κοινότητα Αστρά    | 39040202 | 14,218       | 407            | 265            | 182            | Astras, Kalyvia Astra |
| Orini             | Δημοτική Κοινότητα Ορεινής  | 39040203 | 13,930       | 203            | 206            | 090            | Orini, Paliofytia     |
| Gesamt            | Gesamt                      | 390402   | 72,932       | 1374           | 1000           | 0665           |                       |